# Libnotes (Libnotes) subfasciatula
Libnotes (Libnotes) subfasciatula is een tweevleugelige uit de familie steltmuggen (Limoniidae). De soort komt voor in het Australaziatisch gebied.